# رينيه ريفيرا
رينيه ريفيرا (بالإنجليزية: René Rivera)‏ هو لاعب كرة قاعدة أمريكي، ولد في 31 يوليو 1983 في بايامون في الولايات المتحدة.

## وصلات خارجية
- رينيه ريفيرا على موقع دوري كرة القاعدة الرئيسي (الإنجليزية)
- رينيه ريفيرا على موقعبيزبول رفرنس.كوم (الدوري الرئيسي) (الإنجليزية)
- رينيه ريفيرا على موقعبيزبول رفرنس.كوم (الدوري الثانوي) (الإنجليزية)
- رينيه ريفيرا على موقع إي إس بي إن.كوم (أم.أل.بي) (الإنجليزية)
- رينيه ريفيرا على موقع مشجعي الرسوم البيانية (الإنجليزية)